# Closterocerus congruens
Closterocerus congruens är en stekelart som först beskrevs av Christian Gottfried Daniel Nees von Esenbeck 1834.  Closterocerus congruens ingår i släktet Closterocerus, och familjen finglanssteklar. Arten är reproducerande i Sverige.